# Владислав Икономов
Владислав Константинов Икономов е български режисьор и сценарист.
Роден е в град София на 16 май 1938 г. През 1961 г. завършва кинорежисура в Държавната висша школа за театър и кино в Лодз.

## Филмография
Като режисьор
- Капан (тв, 2004)
- Прости нам (тв, 2002)
- Пет жени на фона на морето (1987)
- Денят на владетелите (1986)
- Социалистическата култура на България (1986 г.)
- Кутията на Пандора (тв, 1984)
- Мечтание съм аз... (тв, 1984)
- Издирва се... (тв, 1984)
- 24 часа дъжд (1982)
- Среща на силите (1982)
- Уони (1980)
- Фильо и Макензен (тв сериал, 1979)
- Всеки ден, всяка нощ (1978)
- Петимата от РМС (1977)
- Скорпион срещу Дъга (1969)
- Гибелта на Александър Велики (1968)
- Мълчаливите пътеки (1967)
- Призованият не се яви (1966)
- Произшествие на сляпата улица (тв сериал, 1965)

Като сценарист
- Къщата (2004)
- Прости нам (2002)
- Как Европа влезе в България (2002)
- Пет жени на фона на морето (1987)
- Денят на владетелите (1986)
- 24 часа дъжд (1982)
- Среща на силите (1982)
- Петимата от РМС (1977)
- Като писател
- "За един милион долара и още незаснети филми", издателство "Колибри" (1996)
- https://alexandermollov.com/language/bg/illustration-bg/
- https://knizhen-pazar.net/products/books/2097039-za-edin-milion-dolara-i-oshte-nezasneti-filmi